# Sociokrati
Sociokrati er en styreform, som benytter sig af en samtykkebaseret beslutningsproces blandt individer og er en organisationsstruktur baseret på kybernetiske principper. Den første moderne implementering af sociokrati blev udviklet af Gerard Endenburg som en ny metode til at styre virksomheder, men metoden har også fundet anvendelse i offentlige, i private og non-profit organisationer, så vel som i fagmæssigt baserede sammenslutninger (en. 'professional associations').